# Aktiengesellschaft für Erstellung billiger Wohnhäuser in Winterthur
Die Aktiengesellschaft für Erstellung billiger Wohnhäuser in Winterthur (GebW) ist eine Aktiengesellschaft, die zum Ziel hat, billigen Wohnraum in Winterthur zu schaffen. Die „Billige“, wie sie volkstümlich kurz genannt wird, ist im Winterthurer Bürgertum entstanden und hat mit ihrer Bautätigkeit und Arbeitersiedlungen Winterthur an vielen Stellen mitgeprägt. Die Aktie der Gesellschaft ist heute die teuerste Aktie der Schweiz.

## Geschichte
Die Gesellschaft für Erstellung billiger Wohnhäuser (GebW) in Winterthur entstand im Herbst 1871 auf Initiative der Hülfsgesellschaft Winterthur, die auf den 19. September 1871 eine Kommission aus drei Vertretern der Hülfsgesellschaft, der Stadt Winterthur, der Industrie, der Arbeiterschaft und des Baugewerbes einberief, die die technischen und finanziellen Modalitäten einer Gründung klären sollte. Gegründet wurde die Aktiengesellschaft am 26. März 1873 im Casino Winterthur – 51 Aktionäre zeichneten 307 Aktien mit je 500 Franken Nennwert. Erster Präsident der GebW wurde der Pfarrer Johann Caspar Zollinger.
Die ersten 22 Wohnhäuser der GebW waren sechs Monate nach Gründung der Gesellschaft fertiggestellt und wurden am 11. November bezogen. Während der Gründerzeit, in der in Winterthur Unternehmungen wie die Schweizerische Lokomotiv- und Maschinenfabrik (SLM, 1872), die Lloyd Rückversicherungsgesellschaft (1874) und die Schweizerische Unfallversicherungsgesellschaft (1875) entstanden, erstellte die GebW in den Quartieren Tössfeld und Deutweg (Siedlung Deutweg) 122 neue Wohnungen. Von 84 erstellten Häusern verkaufte die Gesellschaft 81 nach ihrem Bau. Als Architekt war von Beginn an das Architekturbüro Ernst Georg Jung verantwortlich, das für die GebW eine ganze Familie von Haustypen schuf. Diese erste Bauphase endete mit der Krise 1878, die auch Niederschlag in der Kaufkraft der arbeitenden Bevölkerung fand. So konnten diverse Bewohner und Käufer von Häusern diese nicht mehr bezahlen und die GebW musste dementsprechend Verluste hinnehmen.

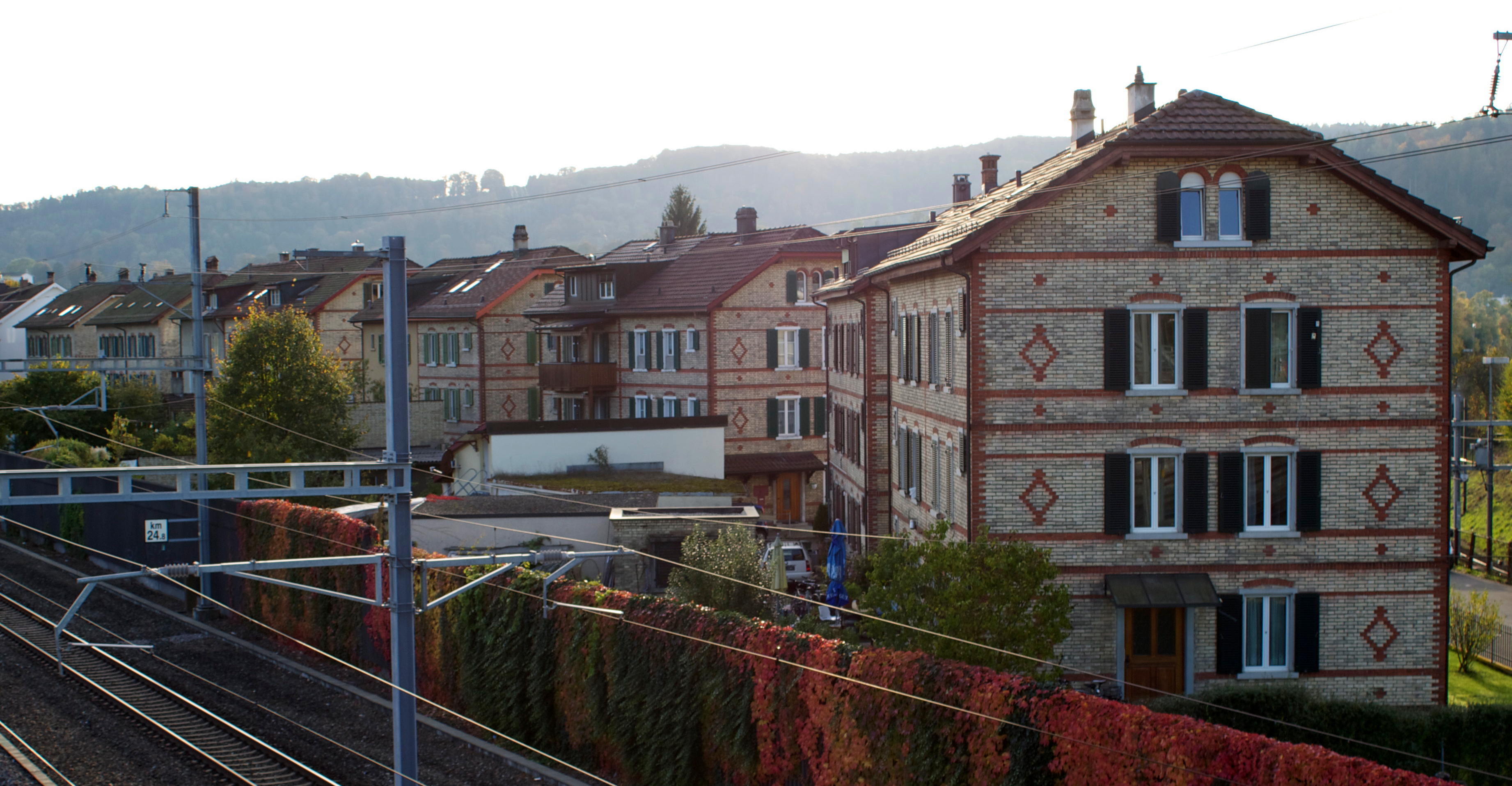
GebW-Häuser in der ab 1898 entstandenen Siedlung Bahndreieck.

Die Krise war 1887 überwunden und die GebW widmete sich wieder der Erstellung neuer Wohnbauten. Bis 1899 entstanden in den Quartieren Geiselweid, Vogelsang und Tössfeld insgesamt 247 Behausungen. Die meisten waren hierbei die für die GebW charakteristischen Doppelwohnhäuser mit Sichtbalken, bemerkenswert waren aber zwölf an der Vogelsangstrasse erstellte Reiheneinfamilienhäuser im englischen Stil. Diese Bautätigkeit endete mit einem infolge einer wirtschaftlichen Depression vom Verwaltungsrat verfügten Baustopp für die Jahre 1900 bis 1905.
1905 nahm die GebW ihre Bautätigkeit aufgrund Wohnungsmangels im preisgünstigen Sektor wieder auf. Bis zum Ausbruch des Ersten Weltkriegs entstanden 89 neue Wohnungen, die Hälfte davon waren Einfamilienhäuser. Es entstanden die Wohnkolonie Steinegg in Wiesendangen mit elf Doppeleinfamilienhäusern und an der Freiestrasse in Winterthur sieben Reiheneinfamilienhäuser. 1913 nahm die Gesellschaft auch ihre Bautätigkeit im Talacker auf und baute als Erstes drei Sechsfamilienhäuser an der Frauenfelderstrasse. Nach 40 Jahren trat 1911 Ernst Jung als Architekt und in den letzten fünf Jahren auch Präsident der Gesellschaft zurück, deren Bauten er während 40 Jahren entscheidend mitgeprägt hatte. Sein Nachfolger als Architekt wurde Lebrecht Völki und mit ihm wandelte sich auch der Architekturstil der GebW-Häuser – Völki wandte sich ab von den typisierten Häusern, wie sie die GebW unter Ernst Jung gebaut hatte.

Die im Zweiten Weltkrieg gebaute Siedlung Weierhöhe in einer Aufnahme von 1948

In der Zwischenkriegszeit baute die Gesellschaft 1919 zuerst im Talacker dreissig weitere Wohnungen, eine vorgesehene Mitwirkung der Stadt Winterthur fand dabei nicht statt. Bis Ausbruch des Zweiten Weltkriegs entstanden dort 284 Wohnungen, 32 davon in Reiheneinfamilienhäusern, die anderen in dreistöckigen Doppelwohnhäusern. Des Weiteren erstellte sie Häuser an der Juch-, Schützen- und Weststrasse in Veltheim und an der Lärchenstrasse im Vogelsang.
Im Gegensatz zum Ersten Weltkrieg setzte die GebW ihre Bautätigkeit während des Zweiten Weltkriegs fort. Mithilfe staatlicher Fördermassnahmen entstanden dabei die Wohnkolonien Schooren in Oberwinterthur und Rotenbrunnen in Seen, die damals auf günstigem Bauland abseits der Ortschaften entstanden. Ebenfalls in die Kriegszeit fällt der Bau der Siedlung Weierhöhe in der Nähe der Aussenwacht Gotzenwil. Insgesamt entstanden während des Kriegs 122 neue Wohnhäuser.
Nach dem Krieg gab es in Winterthur wieder einen Bauboom und von 1950 bis 1970 schuf die GebW insgesamt 1130 neue Wohneinheiten. Ab Ende der 1950er-Jahre konzentrierte sich die GebW dabei auf den Bau von Mehrfamilienhäusern in grösseren Überbauungen. Gebaut wurde dabei in Seen an der Grünmatt- und Oberen Seenerstrasse, an der Winzerstrasse in Veltheim sowie im Viereck Wülflinger-, Unterwiesen- und Wässerwiesenstrasse in Wülflingen. Die grösste Erweiterung entstand nördlich von Oberwinterthur, wo die GebW im Gebiet Pfaffenwiesen die Siedlung Schooren mit Einfamilienhäusern erweiterte. 1959 wurden dabei auf einem Areal von 34'000 m² 176 Wohnungen am Tegerlooweg erstellt, die bisher grösste Überbauung der Gesellschaft. 1962/63 kamen an der Guggenbühlstrasse 100 Wohneinheiten hinzu. Zuletzt wurde 1965/67 mit der Überbauung «Am Buck» die Überbauung am Tegerloo nochmals übertroffen und insgesamt 242 Wohnungen erstellt, darunter ein weitherum sichtbares, 35 Meter hohes dreizehnstöckiges Hochhaus mit 52 Wohnungen. Insgesamt entstanden in diesem Gebiet innerhalb von 20 Jahren 720 Wohneinheiten.

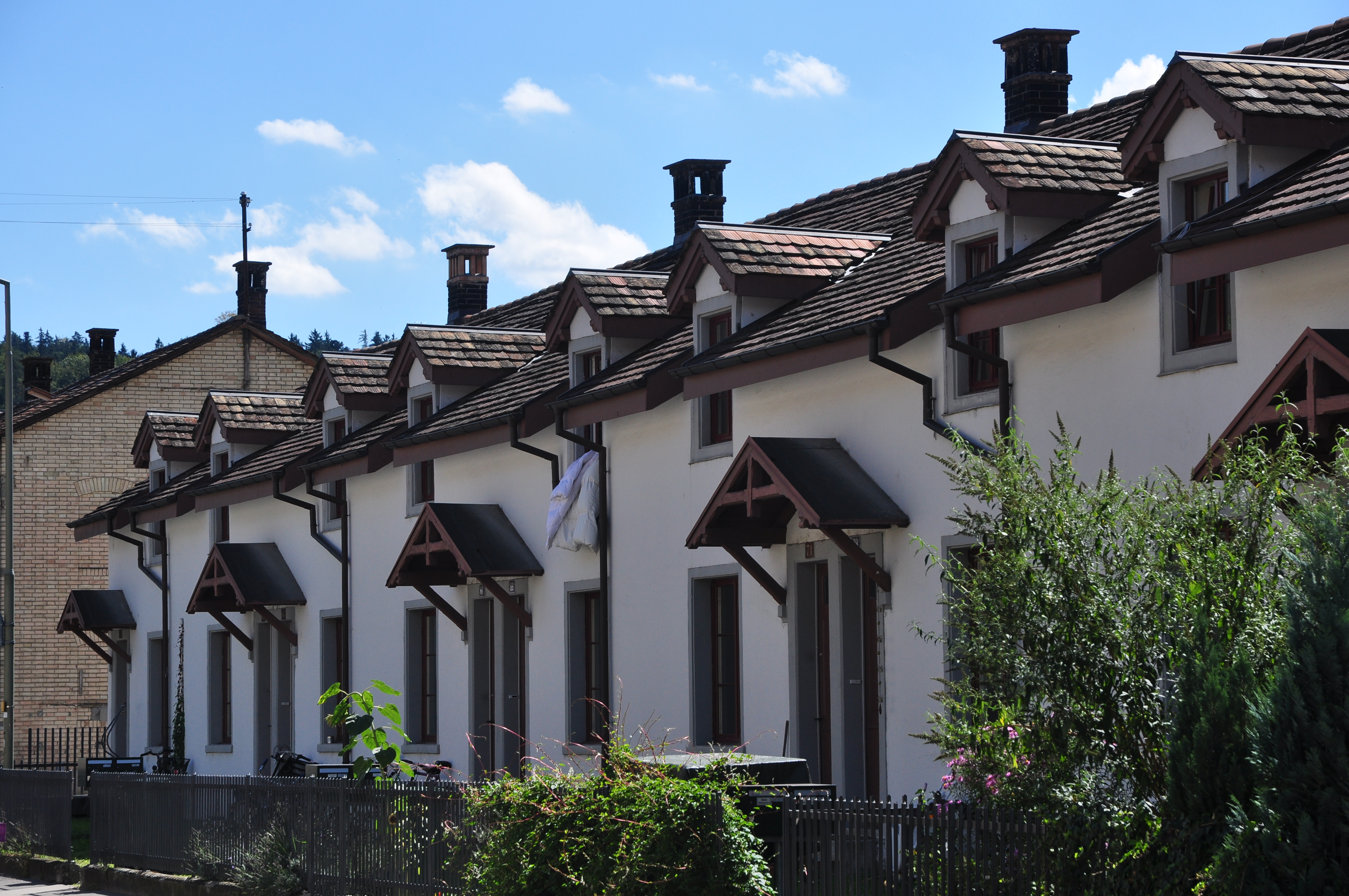
Von der GebW 1996 aufgekauft: Die Arbeiterhäuser an der Jägerstrasse

Die Bautätigkeit der GebW nahm mit der wirtschaftlichen Flaute in den 1970er-Jahren ab.  Das verfügbare Bauland in Winterthur wurde während des Baubooms der 1950er- und 1960er-Jahre zum Grossteil aufgebraucht. Die GebW ging vermehrt dazu über, Objekte aufzukaufen, um sie sanft zu renovieren und damit der Spekulation zu entziehen. So wurde beispielsweise 1996 die Arbeiterwohnsiedlung SLM an der Jägerstrasse durch die GebW gekauft, die heute für studentisches Wohnen benutzt wird. Bauprojekte wurden vereinzelt jedoch immer noch durchgeführt. So wurden an der Ruchwiesenstrasse 40 Wohnungen erstellt, 12 an der Lärchenstrasse, 27 im Grafenstein, und an der Weinbergstrasse entstanden 32 Eigentumswohnungen.

## Teuerste Aktie der Schweiz
Die Aktie der sogenannten Billigen, wie die GebW im Volksmund genannt wird, hat zurzeit einen Wert von 136'500 Franken (Februar 2020). 2018 betrug der Aktienwert der Gesellschaft gar 149'750 Franken, was sie zur teuersten Aktie der Schweiz und «höchstwahrscheinlich» auch zur teuersten Aktie Europas machte.